# Pierre Ramadier

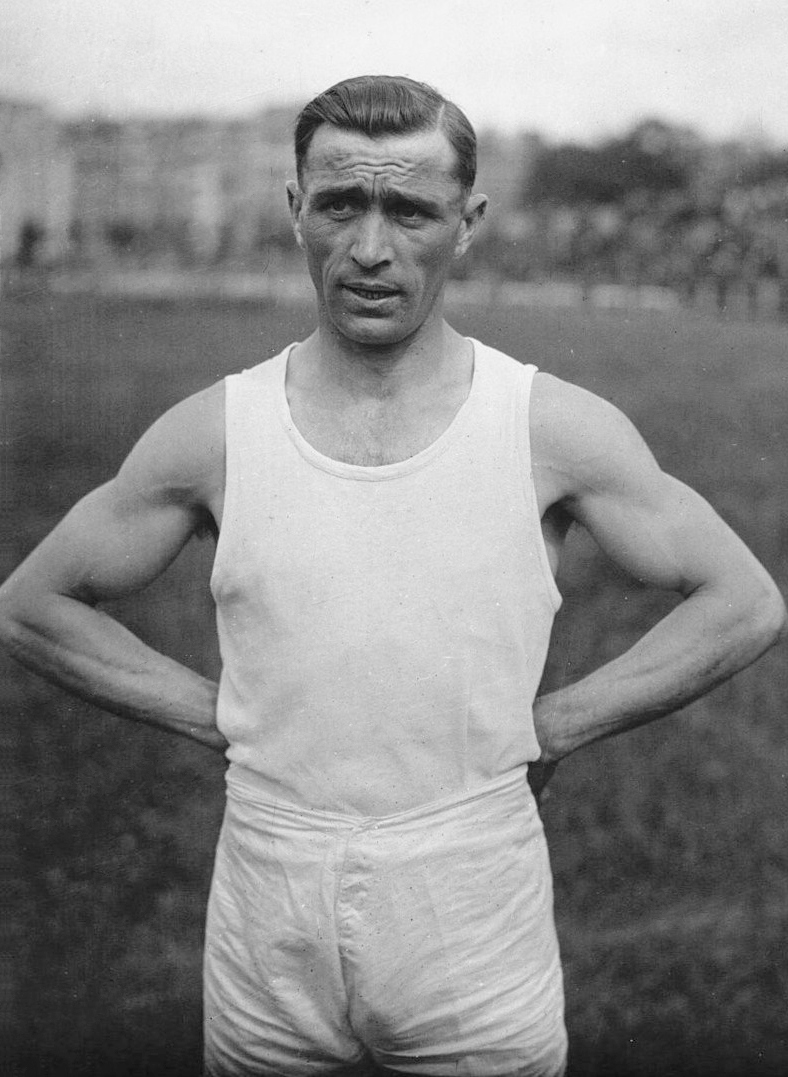
Pierre Ramadier, 1931

Pierre Ramadier (Pierre Louis Ramadier; * 22. Mai 1902 in Lunel; † 11. Juni 1983 in Lodève) war ein französischer Stabhochspringer.
Bei den Olympischen Spielen 1928 in Amsterdam schied er in der Qualifikation aus.
1934 wurde er Fünfter bei den Europameisterschaften in Turin, und 1936 kam er bei den Olympischen Spielen in Berlin auf den 17. Platz.
Bei den Europameisterschaften 1938 in Paris gewann er Bronze.
Zwölfmal wurde er Französischer Meister (1928–1932, 1934, 1936–1939, 1942). Am 30. August 1931 stellte er in Paris mit 4,07 m einen nationalen Rekord auf, der 17 Jahre lang Bestand hatte.